# BAFTA (премия, 1972)
25-я церемония вручения наград премии BAFTA

1972
Лучший фильм: 

Воскресенье, проклятое воскресенье 

Sunday Bloody Sunday
< 24-я Церемонии вручения 26-я >
25-я церемония вручения наград премии BAFTA, учреждённой Британской академией кино и телевизионных искусств, за заслуги в области кинематографа за 1971 год состоялась в Лондоне в 1972 году.

## Полный список победителей и номинантов
| Победители выделены отдельным цветом. |

### Основные категории
| Категории                                               | Победитель и номинанты                                            |
| ------------------------------------------------------- | ----------------------------------------------------------------- |
| Лучший фильм                                            | • «Воскресенье, проклятое воскресенье»                            |
| Лучший фильм                                            | • «Отрыв»                                                         |
| Лучший фильм                                            | • «Посредник»                                                     |
| Лучший фильм                                            | • «Смерть в Венеции»                                              |
| Лучшая режиссёрская работа                              | • Джон Шлезингер — «Воскресенье, проклятое воскресенье»           |
| Лучшая режиссёрская работа                              | • Милош Форман — «Отрыв»                                          |
| Лучшая режиссёрская работа                              | • Джозеф Лоузи — «Посредник»                                      |
| Лучшая режиссёрская работа                              | • Лукино Висконти — «Смерть в Венеции»                            |
| Лучшая мужская роль                                     | • Питер Финч — «Воскресенье, проклятое воскресенье»               |
| Лучшая мужская роль                                     | • Альберт Финни — «Сыщик»                                         |
| Лучшая мужская роль                                     | • Дирк Богард — «Смерть в Венеции»                                |
| Лучшая мужская роль                                     | • Дастин Хоффман — «Маленький большой человек»                    |
| Лучшая женская роль                                     | • Гленда Джексон — «Воскресенье, проклятое воскресенье»           |
| Лучшая женская роль                                     | • Джейн Фонда — «Клют»                                            |
| Лучшая женская роль                                     | • Линн Карлин — «Отрыв»                                           |
| Лучшая женская роль                                     | • Нанетт Ньюман — «Бешеная луна»                                  |
| Лучшая женская роль                                     | • Джули Кристи — «Посредник»                                      |
| Лучшая мужская роль второго плана                       | • Эдвард Фокс — «Посредник»                                       |
| Лучшая мужская роль второго плана                       | • Майкл Гоф — «Посредник»                                         |
| Лучшая мужская роль второго плана                       | • Иэн Хендри — «Убрать Картера»                                   |
| Лучшая мужская роль второго плана                       | • Джон Хёрт — «Риллингтон Плейс, дом 10»                          |
| Лучшая женская роль второго плана                       | • Маргарет Лейтон — «Посредник»                                   |
| Лучшая женская роль второго плана                       | • Джейн Эшер — «Глубина»                                          |
| Лучшая женская роль второго плана                       | • Джорджия Браун — «Бешеная луна»                                 |
| Лучшая женская роль второго плана                       | • Джорджия Энджел — «Отрыв»                                       |
| Самый многообещающий дебютант, исполнивший главную роль | • Доминик Гард — «Посредник»                                      |
| Самый многообещающий дебютант, исполнивший главную роль | • Гэри Граймс — «Лето 42-го»                                      |
| Самый многообещающий дебютант, исполнивший главную роль | • Джанет Сазман — «Николай и Александра»                          |
| Самый многообещающий дебютант, исполнивший главную роль | • Кэрри Снодгресс — «Дневник безумной домохозяйки»                |
| Лучший сценарий                                         | • «Посредник» — Гарольд Пинтер                                    |
| Лучший сценарий                                         | • «Воскресенье, проклятое воскресенье» — Пенелопа Джиллиат        |
| Лучший сценарий                                         | • «Сыщик» — Невилл Смит                                           |
| Лучший сценарий                                         | • «Отрыв» — Милош Форман, Жан-Клод Каррьер, Джон Гуар, Джон Клайн |

### Другие категории
| Категории                                                  | Победитель и номинанты                                                              |
| ---------------------------------------------------------- | ----------------------------------------------------------------------------------- |
| Лучшая музыка к фильму                                     | • «Лето 42-го» — Мишель Легран                                                      |
| Лучшая музыка к фильму                                     | • «Маленький большой человек» — Джон Хэммонд                                        |
| Лучшая музыка к фильму                                     | • «Трафик» — Шарль Дюмон                                                            |
| Лучшая музыка к фильму                                     | • «Шафт» — Айзек Хейз                                                               |
| Лучшая операторская работа                                 | • «Смерть в Венеции» — Паскуалино Де Сантис                                         |
| Лучшая операторская работа                                 | • «Воскресенье, проклятое воскресенье» — Билли Уильямс                              |
| Лучшая операторская работа                                 | • «Посредник» — Джерри Фишер                                                        |
| Лучшая операторская работа                                 | • «Скрипач на крыше» — Освальд Моррис                                               |
| Лучший дизайн костюмов                                     | • «Смерть в Венеции» — Пьеро Този                                                   |
| Лучший дизайн костюмов                                     | • «Николай и Александра» — Ивонн Блэйк, Антонио Кастилло                            |
| Лучший дизайн костюмов                                     | • «Посредник» — Джон Фёрнисс                                                        |
| Лучший дизайн костюмов                                     | • «Сказки Беатрис Поттер» — Кристин Эдзард                                          |
| Лучшая работа художника-постановщика                       | • «Смерть в Венеции» — Фердинандо Скарфьотти                                        |
| Лучшая работа художника-постановщика                       | • «Николай и Александра» — Джон Бокс                                                |
| Лучшая работа художника-постановщика                       | • «Посредник» — Кармен Диллон                                                       |
| Лучшая работа художника-постановщика                       | • «Сказки Беатрис Поттер» — Кристин Эдзард                                          |
| Лучший монтаж                                              | • «Воскресенье, проклятое воскресенье» — Ричард Марден                              |
| Лучший монтаж                                              | • «Отрыв» — Джон Картер                                                             |
| Лучший монтаж                                              | • «Представление» — Энтони Гиббс                                                    |
| Лучший монтаж                                              | • «Скрипач на крыше» — Энтони Гиббс, Роберт Лоуренс                                 |
| Лучший звук                                                | • «Смерть в Венеции» — Витторио Трентино, Джузеппе Муратори                         |
| Лучший звук                                                | • «Воскресенье, проклятое воскресенье» — Дэвид Кэмплинг, Саймон Кэй, Джерри Хамфрис |
| Лучший звук                                                | • «Посредник» — Гарт Крэйвен, Питер Хэндфорд, Хью Стрэйн                            |
| Лучший звук                                                | • «Скрипач на крыше» — Лес Уиггинс, Дэвид Хилдъярд, Гордон МакКаллум                |
| Лучший короткометражный фильм Награда имени Джона Грирсона | • Alaska: The Great Lane — Дерек Уильямс                                            |
| Лучший короткометражный фильм Награда имени Джона Грирсона | • Big Horn — Билл Шмалц                                                             |
| Лучший короткометражный фильм Награда имени Джона Грирсона | • Long Memory — Джон Филлипс                                                        |
| Лучший специализированный фильм                            | • The Savage Voyage — Эрик Маркис                                                   |
| Лучший специализированный фильм                            | • Don’t Go Down The … — Леонард Льюис                                               |
| Лучший специализированный фильм                            | • A Future for the Past — Питер Брэдфорд                                            |
| Flaherty Documentary Award                                 | • The Hellstrom Chronicle — Уоллон Грин                                             |
| Flaherty Documentary Award                                 | • Death of a Legend — Билл Мэйсон                                                   |
| United Nations Award                                       | • «Битва за Алжир»                                                                  |
| United Nations Award                                       | • «Джо Хилл»                                                                        |
| United Nations Award                                       | • «Землевладелец»                                                                   |
| United Nations Award                                       | • «Маленький большой человек»                                                       |
| BAFTA Academy Fellowship Award                             | • Фредди Янг — кинооператор                                                         |